# Emanuel Hostache
Emanuel Hostache (ur. 18 lipca 1975 w Grenoble, zm. 31 maja 2007 w Siegen) – francuski bobsleista. Dwukrotny olimpijczyk, brązowy medalista {czwórki mężczyzn na igrzyskach w Nagano). Jest również mistrzem świata w czwórce i brązowym medalistą w dwójce z 1999 roku.
W młodości uprawiał lekkoatletykę (pchnięcie kulą i rzut dyskiem), reprezentował Francję na mistrzostwach świata i Europy juniorów, był medalistą mistrzostw kraju.

## Wyniki olimpijskie
| Igrzyska            | Konkurencja      | Wynik |
| ------------------- | ---------------- | ----- |
| Nagano 1998         | Dwójki mężczyzn  | 9.    |
| Nagano 1998         | Czwórki mężczyzn |       |
| Salt Lake City 2002 | Dwójki mężczyzn  | 13.   |